# Garamhalászi
Koordináták: é. sz. 48° 36′ 46″, k. h. 19° 08′ 49″48.612881°N 19.146939°E
Garamhalászi (szlovákul: Rybáry) Szliács városrésze, 1960-ig önálló község Szlovákiában, a Besztercebányai kerületben, a Zólyomi járásban.

## Fekvése
Szliács keleti városrésze, a Garam bal partján fekszik, egybeépült Hajnikkal. Egyike Szliács három kataszteri területének, területe 8,2477 km².

## Története
1249-ben „Halasz” néven említik először a zólyomi váruradalom részeként. Királyi szolgálatban állt halászok faluja volt. 1293-ban „Halaz”, 1424-ben „Halazy”, néven szerepel oklevélben. 1582 és 1668 között a töröknek fizetett adót. A 18. században lakói komlót termesztettek.
A 18. század végén Vályi András így ír róla: „RIBÁR. Zólyom Várm., földes Ura Gr. Eszterházy Uraság, lakosai katolikusok, fekszik Hajnikhoz nem meszsze, mellynek filiája, határja is hozzá hasonlító.”
1828-ban 44 házában 399 lakos élt, akik főként mezőgazdasággal és marhatenyésztéssel foglalkoztak.
Fényes Elek 1851-ben kiadott geográfiai szótárában így ír a faluról: „Ribár, tót falu, Zólyom vármegyében, Zólyomhoz északra 1/2 mfldnyi távolságra a Garan mellett: 315 evang., 84 kath. lak. Határa bőtermékenységü, s vidéke felette kies. A hires szliácsi fördő ide 15 percznyi távolságra esik. F. u. a kamara. Ut. p. Bucsa.”
1884 és 1887 között majolikagyár működött a területén. 1910-ben 671, többségben szlovák lakosa volt, jelentős magyar kisebbséggel. A trianoni diktátumig Zólyom vármegye Zólyomi járásához tartozott.
1960-ban egyesítették Hajnikkal Sliač néven. Területén található Szliácsfürdő is.